# Stefan Witwicki
Stefan Witwicki (13. září 1801, Janów - 15. dubna 1847, Řím) byl polský básník a novinář.

## Životopis
Od roku 1822 žil ve Varšavě a pracoval v Komisi pro náboženská vyznání a vzdělávání. Mezi jeho přátele patřili Fryderyk Chopin, Maurycy Mochnacki, Józef Bohdan Zaleski a Antoni Edward Odyniec. Svými články upozornil na Mickiewicze. Z důvodu podlomeného zdraví se neúčastnil listopadového povstání, ale napsal několik vlasteneckých básní, které mu přinesly věhlas. V roce 1832 roku dobrovolně do francouzského exilu. Patřil k zakladatelům Towarzystwa Braci Zjednoczonych v Paříži. Z počátku se úzce přátelil s Mickiewiczem, ale rozešli se. Ke konci života mu byl přítelem Cyprian Kamil Norwid. Izolovaný od společnosti pokročilou chorobou odešel do Říma, kde zemřel na neštovice. Je pochován na Campo Verano.

## Dílo
- Edmund (1829)
- Piosenki sielskie (1830), zhudebněné Chopinem a Moniuszkem
- Poezje biblijne (1830)
- Moskale w Polsce (1833)
- Ołtarzyk polski
- Wieczory pielgrzyma (1837-1845)
- Listy z zagranicy (1842)
- Towiańszczyzna wystawiona i aneksami objaśniona (1844)